# The Ghosts That Haunt Me (singolo)
The Ghosts That Haunt Me è un singolo del gruppo musicale canadese Crash Test Dummies, estratto dall'album eponimo del 1991.

## Tracce
1. The Ghosts That Haunt Me – 3:45 (Brad Roberts)

## Video
Nel video di genere fantastico, la band suona e canta in un teatrino di marionette nel quale una coppia di scheletri coniugi recita e canta la canzone.

## Classifiche
| Classifica (1991)                | Posizione massima |
| -------------------------------- | ----------------- |
| Billboard Canadian Singles Chart | 23                |